# Joseph Asjiro Satowaki
Joseph Asjiro Satowaki (Japans: ヨゼフ 里脇 浅次郎, Yosefu Satowaki Asajirō) (Sotome (Nagasaki), 1 februari 1904 - Nagasaki, 8 augustus 1996) was een Japans kardinaal en aartsbisschop van Nagasaki.
Satowaki kwam net als zijn collega Paul Yoshigoro Taguchi uit de parochie Shitsu in het toenmalige Sotome. In 2005 werd Sotome een stadsdeel van Nagasaki. Hij studeerde Katholieke theologie en filosofie in Nagasaki, Rome en Washington. Op 17 december 1932 werd Satowaki tot priester gewijd en ging hij werken in het bisdom Nagasaki. Tussen 1947 en 1955 was hij vicaris-generaal, directeur van een krant en docent.
In 1955 benoemde paus Pius XII Satowaki tot bisschop van Kagoshima. van 1962 tot 1965 nam hij deel aan Vaticanum II. Paus Paulus VI benoemde hem in 1968 tot aartsbisschop van Nagasaki. Op 30 juni 1979 nam paus Johannes Paulus II Satowaki als kardinaal-priester op in het College van Kardinalen. Zijn titelkerk werd de Santa Maria della Pace.
Kardinaal Satowaki overleed op 8 augustus 1996 en werd begraven op het Akagi-kerkhof in Nagasaki.